# Hallbacher Mühle
De Hallbacher Mühle is een voormalige watermolen in de tot de Luikse gemeente Amel behorende plaats Iveldingen, op de Schinderbach een zijbeek van de Amblève, tussen Iveldingen en Deidenberg.
Deze bovenslagmolen fungeerde als korenmolen.

## Geschiedenis
De molen werd gebouwd in 1817. Nog in 1942 kreeg de molen een nieuwe maalinrichting waarmee boekweit kon worden gemalen en griesmeel kon worden geproduceerd. Ook een haverpletter werd toen geïnstalleerd.
Tijdens het Ardennenoffensief (winter 1944/1945) werd de molen zwaar beschadigd en de eigenaar sneuvelde als soldaat in 1945. Uiteindelijk werd de molen verkocht, werd het waterrad verwijderd en ook de maalinrichting verdween, op enkele restanten na. Wat bleef was het gebouw, waarin nog enkele restanten van de vroegere functie zijn te vinden.